# FC Inter Lion Ngoma
Maillots
Le FC Inter Lion Ngoma est un club de football camerounais basé à Ebolowa. Il a été fondé en 1975 et dispute ses matchs à domicile au stade d'Ebolowa.

## Histoire
Le club évolue deux fois consécutivement en première division : lors de l'année 2007, puis lors de la saison 2007-2008. Il se classe 8e du championnat en 2007.